# Teypalco
Teypalco är en ort i Mexiko.   Den ligger i kommunen Chilapa de Álvarez och delstaten Guerrero, i den sydöstra delen av landet, 230 km söder om huvudstaden Mexico City. Teypalco ligger 1 340 meter över havet och antalet invånare är 483.
Terrängen runt Teypalco är kuperad åt sydväst, men åt nordost är den bergig. Terrängen runt Teypalco sluttar västerut. Runt Teypalco är det ganska glesbefolkat, med 43 invånare per kvadratkilometer. Närmaste större samhälle är Zoquitlán, 6,4 km sydost om Teypalco. I omgivningarna runt Teypalco växer huvudsakligen savannskog.